# Marigné
Marigné è un comune francese di 657 abitanti situato nel dipartimento del Maine e Loira nella regione dei Paesi della Loira. Dal 15 dicembre 2016 il comune è accorpato al nuovo comune di Les Hauts-d'Anjou

## Società

### Evoluzione demografica
Abitanti censiti